# Benjaminas
Benjaminas ist ein männlicher Vorname.

## Herkunft und Bedeutung
→ Hauptartikel: Benjamin
Beim Namen Benjaminas handelt es sich um die litauische Form des hebräischen Namens בִּנְיָמִין binjāmîn.

## Verbreitung
Benjaminas ist in erster Linie in Litauen als Vorname geläufig.

## Personen
- Benjaminas Sakalauskas (* 1955), Förster und Kommunalpolitiker
- Benjaminas Zelkevičius (* 1944), Fußballspieler